# Indrek Tarand

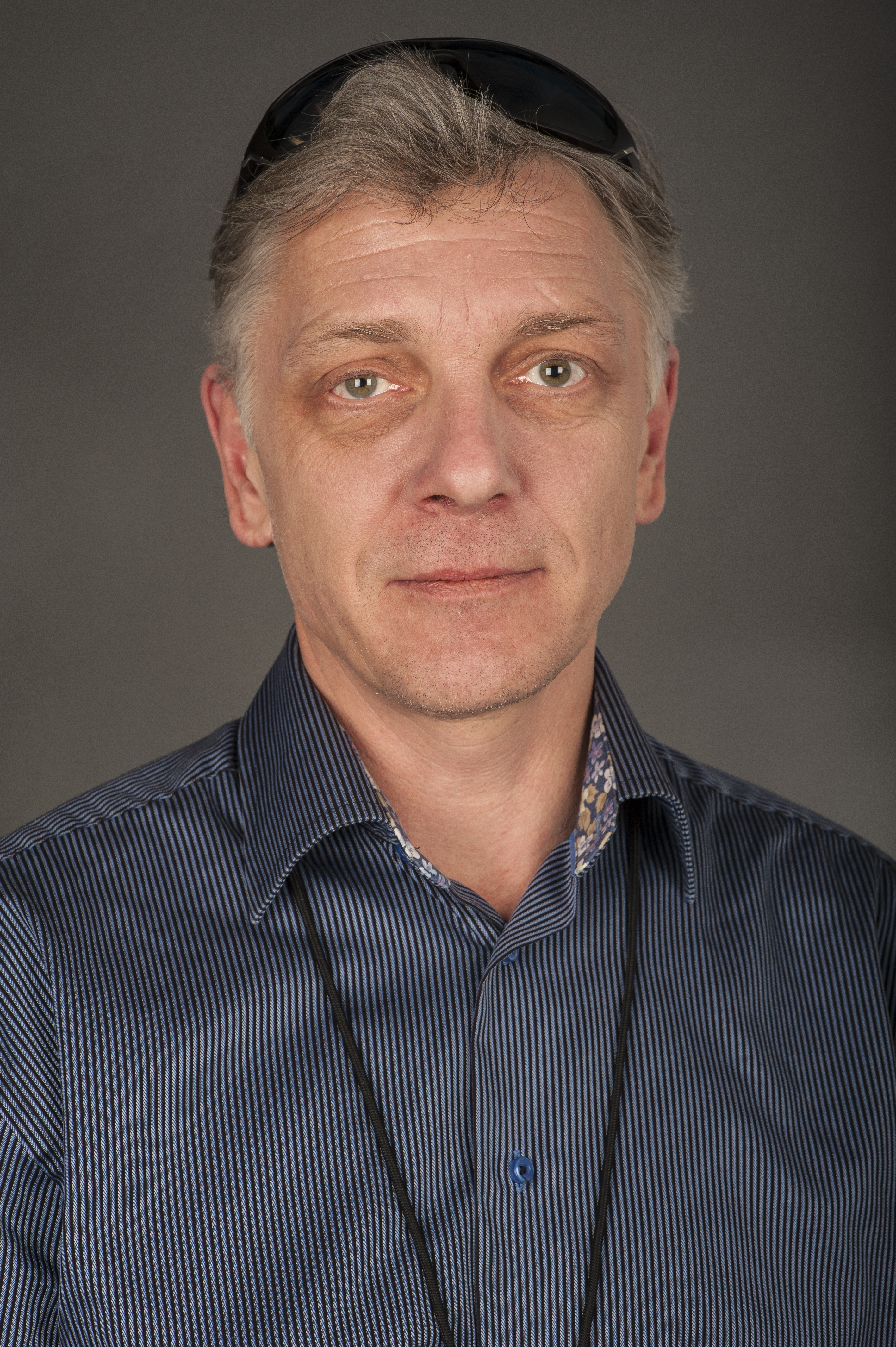
Indrek Tarand (2014)

Indrek Tarand (* 3. Februar 1964 in Tallinn, Estnische SSR) ist ein estnischer Politiker und Journalist. Von 2009 bis 2019 gehörte er dem Europäischen Parlament an.

## Leben und Politik
Indrek Tarand legte 1983 sein Abitur in Tallinn ab. 1984/85 absolvierte er seinen Wehrdienst in der sowjetischen Armee. Anschließend studierte er Geschichte an der Universität Tartu und machte dort 1991 sein Examen. 1993 ging Indrek Tarand in die Politik. Er war zunächst Sondergesandter der estnischen Regierung in der zum Großteil russischsprachigen Stadt Narva. Anschließend war er 1993/94 Berater des konservativen Ministerpräsidenten Mart Laar.
Von 1994 bis 2002 ging Tarand u. a. als Staatssekretär (kantsler) ins estnische Außenministerium. Nach Konflikten mit Außenministerin Kristiina Ojuland verließ Tarand das Ministerium. 2002/2003 war er bei der estnischen Zentralbank (Eesti Pank) als Leiter der Personalabteilung beschäftigt. Anschließend war er als freischaffender Journalist tätig. 2005 wurde er Direktor des Kindral Laidoneri Muuseum. 2007 war Tarand Berater des georgischen Staatspräsidenten Micheil Saakaschwili. Er ist im estnischen Fernsehen auch als schillernder Showmaster und Entertainer bekannt und tritt als „Enfant terrible“ in Politik und Gesellschaft in Erscheinung.
Bei der Wahl zum estnischen Staatspräsidenten unterlag Tarand am 29. August 2011 dem bisherigen Amtsinhaber Toomas Hendrik Ilves mit 25 zu 73 Stimmen.

### MdEP
Bei der Europawahl in Estland 2009 wurde Indrek Tarand als Einzelkandidat in das Europäische Parlament gewählt (Estland stellt insgesamt sechs Abgeordnete). Er erhielt nach der Zentrumspartei die zweitmeisten Stimmen, noch vor den anderen Parteien. Tarand gehört keiner Partei an und gilt als Querdenker der estnischen Politikszene. Seine Wahl 2009 wird auch als Protest gegen die etablierten estnischen Parteien gesehen. Im Europäischen Parlament schloss sich Tarand der Fraktion Die Grünen/Europäische Freie Allianz an. Er hat das Manifest der Spinelli-Gruppe für ein föderales Europa unterzeichnet.
Bei der Europawahl 2014 konnte Tarand als Einzelkandidat seinen Abgeordnetensitz in Straßburg behaupten. 2019 kandidierte er nicht mehr für das Europaparlament, sondern trat im März für die Sozialdemokraten bei den Wahlen zum nationalen Parlament an. Dort konnte er aber kein Mandat erringen.

### Späterer Lebensweg
Im Jahr 2022 war Tarand wieder beim estnischen Außenministerium angestellt, um ab August in der Botschaft in Minsk tätig zu werden. Nachdem er von der Polizei wegen Alkohol am Steuer verhaftet worden war, reichte er allerdings seinen Rücktritt ein.

## Privatleben
Indrek Tarand ist verheiratet und hat zwei Söhne und eine Tochter. Er ist der ältere Bruder des estnischen Publizisten Kaarel Tarand (* 1966) und Sohn des ehemaligen estnischen Ministerpräsidenten und sozialdemokratischen Europaabgeordneten Andres Tarand (* 1940).